# Karcsú csikóhal
A karcsú csikóhal (Hippocampus reidi) a sugarasúszójú halak (Actinopterygii) osztályának pikóalakúak (Gasterosteiformes) rendjébe, ezen belül a tűhalfélék (Syngnathidae) családjába tartozó faj.

## Előfordulása
A karcsú csikóhal előfordulási területe az Atlanti-óceán nyugati részén van. Az Amerikai Egyesült Államokbeli Észak-Karolina, valamint Bermuda, a Bahama-szigetek és a brazíliai Santa Catarina vizeiben vannak jelentősebb állományai.

## Megjelenése
Ez a hal 8 centiméteresen felnőttnek számít, azonban egyes példányok elérik a 17,5 centiméteres hosszt is.

## Életmódja
Szubtrópusi, tengeri halfaj, amely általában a korallzátonyokon él, azonban néha a brakkvízben is fellelhető. Főleg a szarukorallok és a tengerifüvek között él, körülbelül 0-55 méteres mélységekben. Gyakran a Sargassum nevű barnamoszat-tutajok védelmében sodródik, vagy egyszerűen szabadon úszik. Tápláléka zooplankton.

## Szaporodása
A párzás során a nőstény a hím hasoldali költőerszényébe préseli az ikrákat.

## Felhasználása
A karcsú csikóhalnak csak kisebb mértékű halászata van. A Washingtoni egyezmény (CITES) 2. listájára fel van véve, és csak a 10 centiméteres vagy ennél nagyobb példányokkal szabad kereskedni. A fajnak előnyére van, hogy fogságban is könnyen szaporodik. A magán és városi akváriumok egyik kedvelt hala.

## Képek

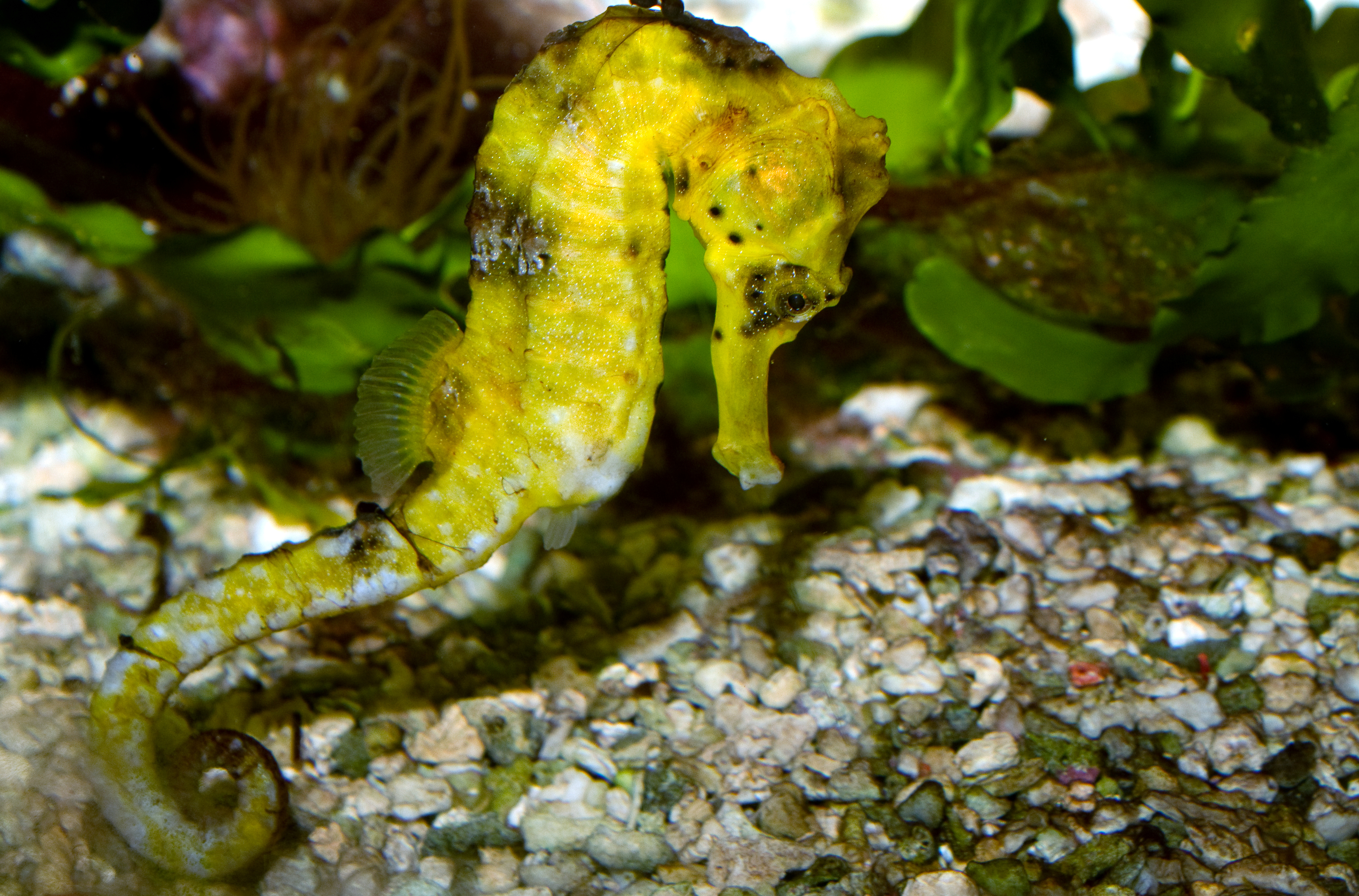
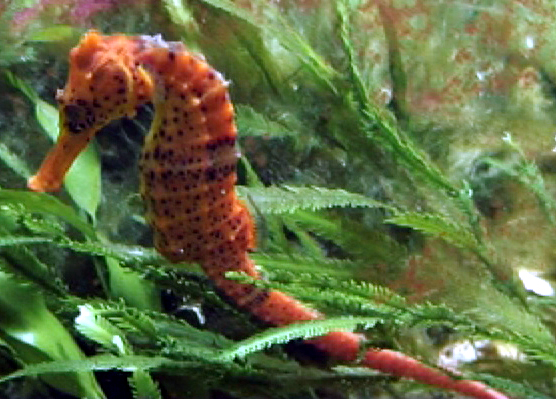
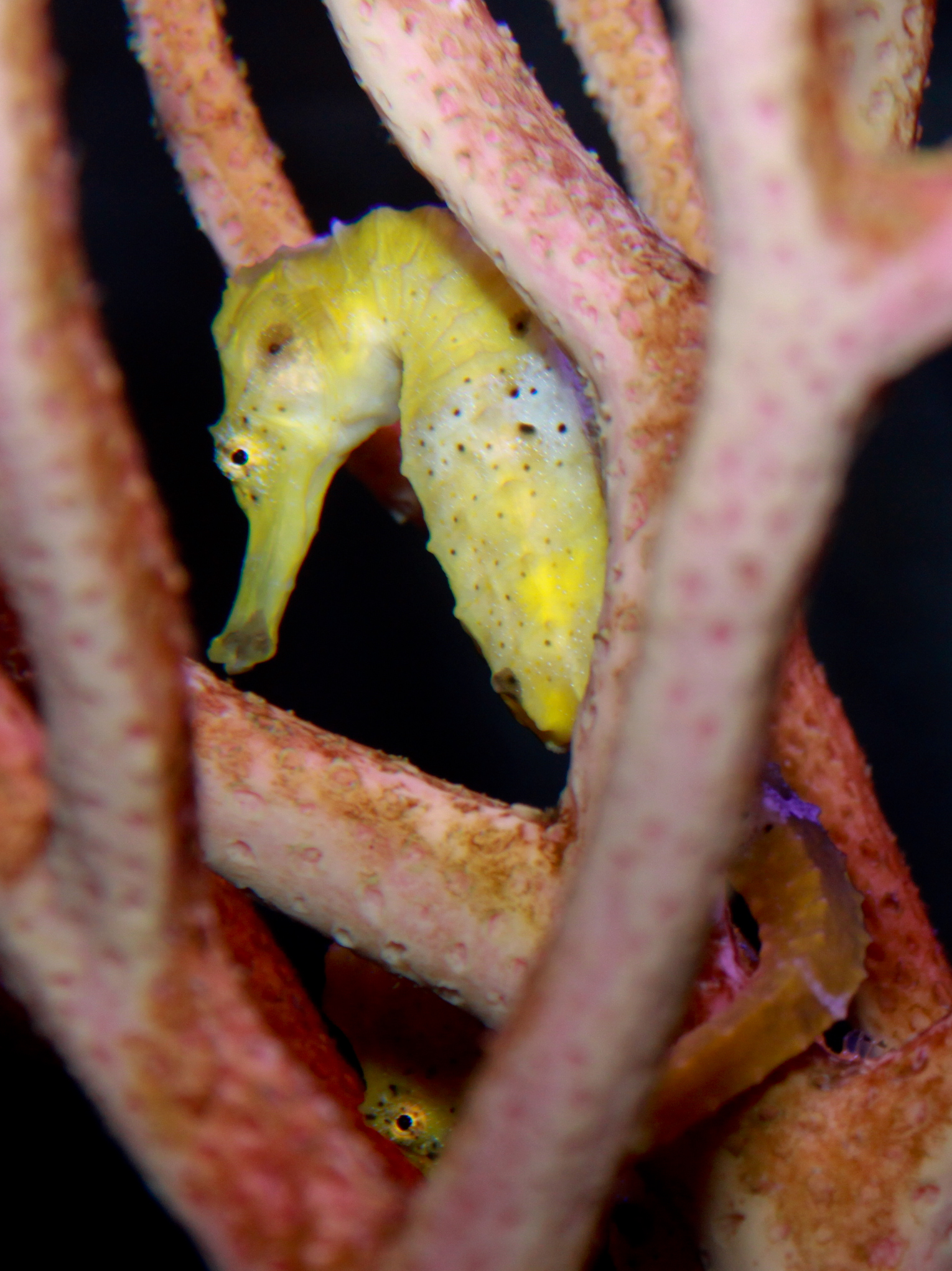